# ایوری لاتا
ایوری لاتا (انگلیسی: Ivory Latta؛ زادهٔ ۲۵ سپتامبر ۱۹۸۴) بازیکن بسکتبال اهل ایالات متحده آمریکا است.
از باشگاه‌هایی که در آن بازی کرده‌است می‌توان به آتلانتا دریم اشاره کرد.